# Hednota longipalpella
Hednota longipalpella (tên tiếng Anh: Pasture Webworm) là một loài bướm đêm thuộc họ Crambidae. Nó được tìm thấy ở hầu hết Chính quốc Úc.

## Hình ảnh

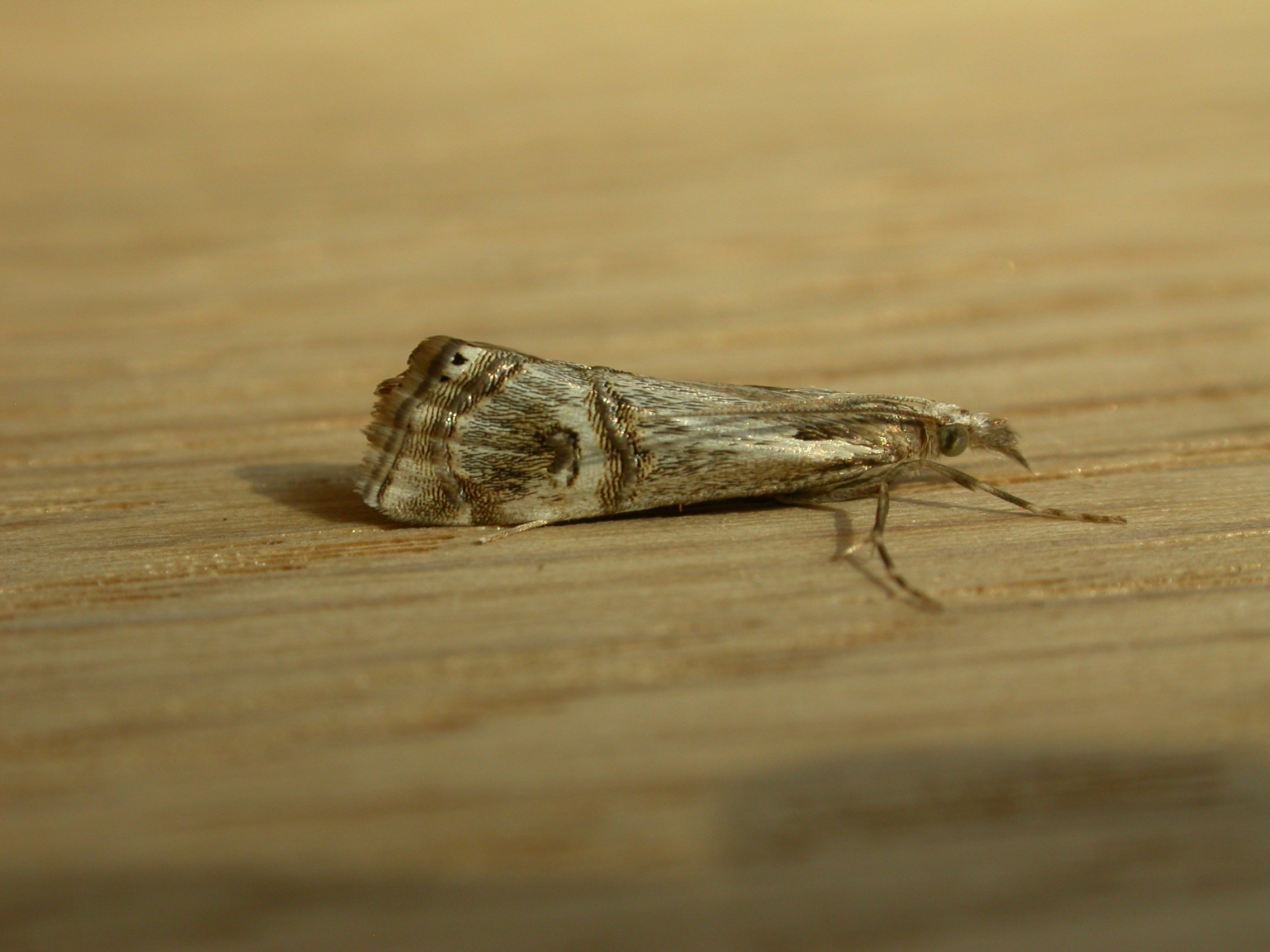